# Compromiso de 1850

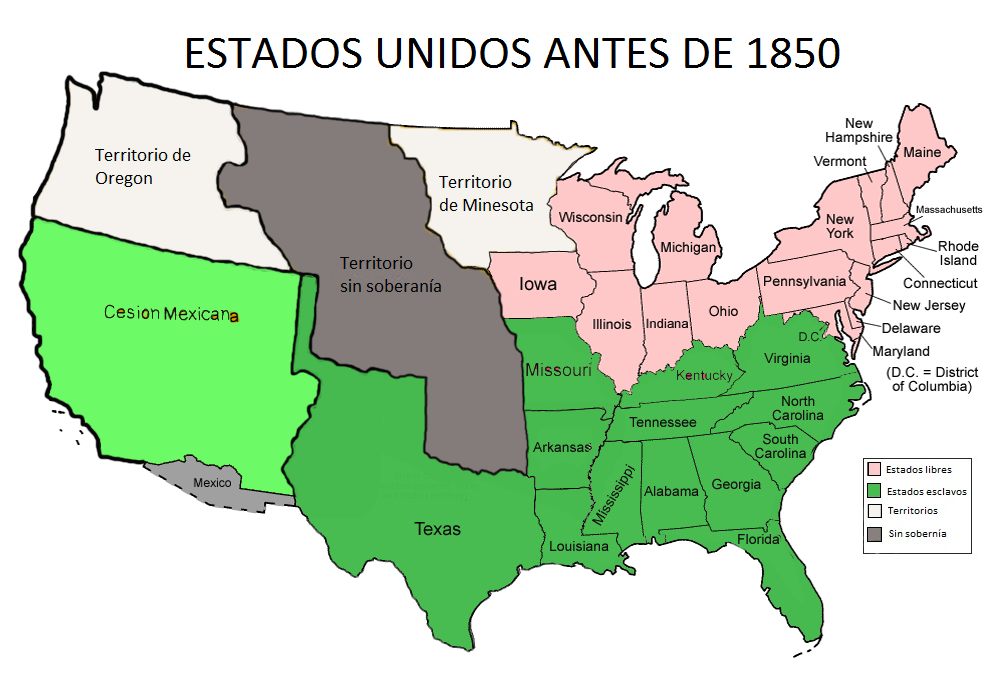
Mapa de los Estados Unidos después de ganar la Guerra contra México y antes de contraer los acuerdos del Compromiso de 1850

El Compromiso de 1850 es un conjunto de cinco proyectos de ley aprobados por el Congreso de los Estados Unidos en septiembre de 1850, que apaciguaron el enfrentamiento político entre los Estados esclavistas y los Estados libres. Esta crisis, que duró cinco años, tuvo su origen en el desacuerdo en el estatus que deberían recibir los territorios adquiridos (México prohibió la esclavitud en 1829) después de la Intervención estadounidense en México (1846-1848) y alcanzó su grado máximo de tensión con el problema de los esclavos fugitivos suscitado en esos años.   
El pacto fue redactado por el senador whig Henry Clay de Kentucky y negociado por el mismo Clay y el senador demócrata Stephen Douglas de Illinois. La controversia que agudizó profundamente la crisis surgió a partir de la actitud que tenían los Estados norteños frente a los esclavos fugitivos, ya que existía cada vez más disposición por parte de los norteños para eludir la Ley de Esclavos Fugitivos de 1793, esta ley obligaba a aquellos esclavos que escapaban de los Estados sureños a ser devueltos a sus dueños. La respuesta frente a las presiones de los sureños terminó en injustas capturas de afroamericanos libres que eran arrastrados a los Estados del sur para ser sometidos a la esclavitud. Esta controversia desembocó en toda una confrontación que puso en peligro la Unión cuando además se tenía que definir el estatuto que deberían asumir los nuevos territorios después de la guerra contra México con respecto a la esclavitud.  

En síntesis, de los tres nuevos territorios anexados por Estados Unidos, California se convirtió en un Estado libre mientras que Utah y Nuevo México pasaban a ser territorios esclavistas. El compromiso fue acogido con alivio, aunque a cada lado le desagradó algunas cláusulas específicas. Los cinco puntos del compromiso fueron: 

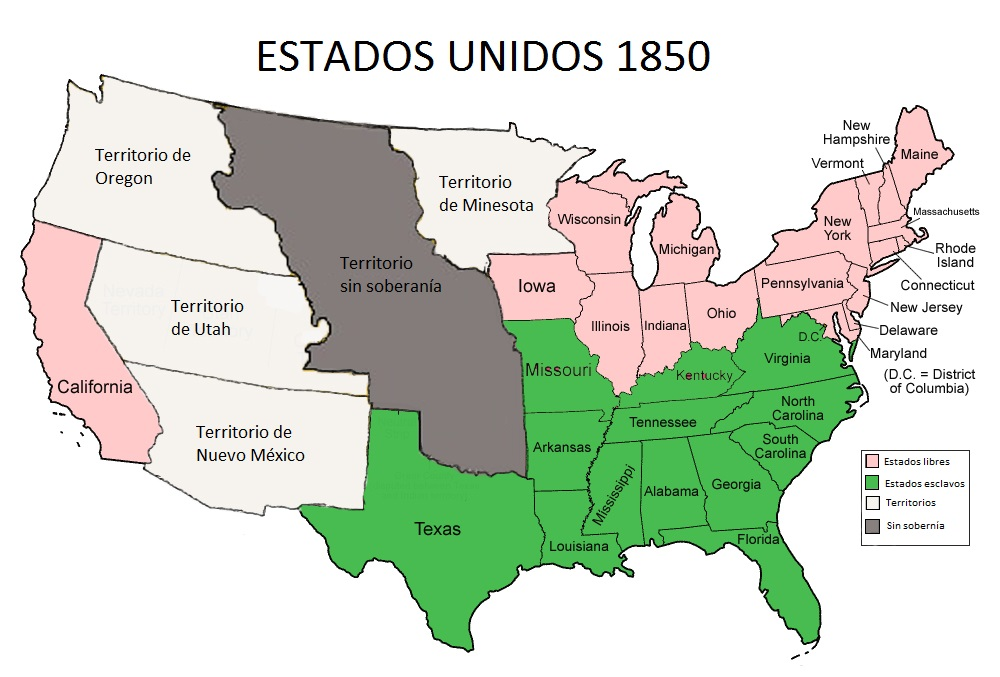
Mapa de los Estados Unidos después de su configuración según el Compromiso de 1850

- Texas declinó sus demandas frente a Nuevo México, tanto como sus reivindicaciones del norte de la línea del Compromiso de Misuri (1820). Asimismo conservaban la región texana de Panhandle y el Gobierno Federal se hizo cargo de su deuda pública.
- California fue admitida el 9 de septiembre como un Estado libre con sus actuales fronteras.
- Los sureños impidieron la adopción de la Enmienda Wilmot la cual prohibía la esclavitud en cualquier territorio mexicano adquirido durante la guerra y así en los nuevos territorios de Utah y Nuevo México fue permitida la esclavitud al apelar al principio de la soberanía popular como método para eludir la Enmienda Wilmot y decidir si se la permitía dentro de las fronteras de estos nuevo territorios. En la práctica, estas tierras resultaron inapropiadas para las plantaciones agrícolas y su colonización no fue propiamente de origen esclavista.
- El comercio de esclavos (pero no la esclavitud en su conjunto) fue prohibido en el Distrito de Columbia. La abolición de la esclavitud en DC se aprobaría el 16 de abril de 1862.
- Fue promulgada una más estricta Ley de Esclavos Fugitivos, la cual establecía que todo negro capturado sería considerado un esclavo fugitivo si un blanco lo reclamaba como suyo. El testimonio del negro, por el contrario, no valía nada, ni tenía posibilidad legal de demostrar que ni era un esclavo huido, ni conocía al blanco que argüía ser su propietario. En total, en toda la década de 1850 fueron capturados bajo el amparo de esta ley 332 negros.[2]

El compromiso llegó a ser posible tras de la repentina muerte del presidente Zachary Taylor el 9 de julio, quien a pesar de ser un dueño de esclavos, había favorecido la exclusión de la esclavitud en el suroeste y había amenazado con defender militarmente la Unión frente a la secesión de los Estados esclavistas. El líder del partido whig Henry Clay diseñó una forma de compromiso para poner fin a la crisis, este documento fue presentado a inicios del mismo año 1850, pero fracasó debido a la oposición tanto de los demócratas sureños proesclavistas como los whig norteños antiesclavistas. El 4 de julio de 1850, el presidente Taylor contrajo una grave indigestión (probablemente el resultado del tifus o el cólera) y cinco días después se convirtió en el segundo presidente en fallecer en el cargo. El vicepresidente Millard Fillmore asumió la presidencia y se convirtió en un promotor del Compromiso. Ahora con el apoyo del Presidente, el proyecto de Clay fue reelaborado para una nueva presentación, el senador Stephen Douglas dividió el proyecto en distintas iniciativas de ley y lideró su tramitación frente a las posturas más duras de ambos lados.
Muchos historiadores argumentan que el Compromiso de 1850 jugó un papel fundamental al postergar la Guerra Civil por una década, durante la cual el Noreste de los Estados Unidos fue creciendo en riqueza y población y estableciendo una relación más cercana con el Noroeste del país. Además durante esta década el Partido Whig se había destrozado por completo, siendo remplazado por el Nuevo Partido Republicano (1854) dominante en el norte y otra fracción de los Whig ingresó al Partido Demócrata del sur. Pero existe otra visión sobre las implicaciones del Compromiso, así es como otros historiadores argumentan que el Compromiso sólo hizo más obvias las divisiones preexistentes, sentando las bases para el futuro conflicto. Bajo esta tesis, la Ley de Esclavos Fugitivos emanada del Compromiso de 1850 y aprobada el 18 de septiembre sólo ayudó a polarizar las tensiones entre el Norte y el Sur.
En lo que mayormente se concuerda es que el retraso de las hostilidades por 10 años permitió a la economía libre de los Estados norteños continuar su industrialización. Por el contrario los Estados sureños llevaban mucho tiempo desarrollando una economía de grandes terratenientes basada en el trabajo esclavo y donde su forma de cultivo productivo no estaba comprometida con los principios para una gran industrialización. Durante la década de 1860 los norteños, con una economía de pequeños capitales industriales, habían sumado muchas más millas de ferrocarril, habían aumentado su producción de acero, aumentó también la proliferación de fábricas modernas y creció además la población de sus territorios en comparación con su desarrollo en 1850. Todos estos factores le darían ventaja al Norte frente al Sur en la Guerra Civil que tendría lugar a partir del 12 de abril de 1861.